# Sankta Marie kapell
För andra betydelser, se Mariakapellet.
Sankta Marie kapell en kyrkobyggnad som sedan 2002 tillhör Sunnersbergs församling (tidigare Otterstads församling) i Skara stift. Den ligger sydost om gården Traneberg på Kållandsö i Lidköpings kommun.
En första byggnad uppfördes under 1100-talet och hette då Thorsö kyrka. Men redan under medeltiden lämnades kyrkan öde och förföll. Nuvarande byggnad uppfördes på 1600-talet.  

## Historia
Kyrkan var ursprungligen en sockenkyrka under medeltiden och kallades Torsö eller Thoresrid. Torsö socken omtalas första gången år 1344 i handlingarna  och bestod av den nordvästra delen av Kållandsö . Av okänd anledning lämnades kyrkan öde och förföll under lång tid. Det har spekulerats att skälet till detta skulle varit digerdöden. Vid 1500-talets inledning tillhörde prästgården med sina ägor Skara domkyrka . På 1520-talet avyttrades detta och blev Tord Bonde på Tranebergs privata egendom. På 1600-talet blev Magnus Gabriel De la Gardie ägare till Traneberg och intresserades sig för traktens kyrkor. Han lät år 1678 uppföra en ny kyrkobyggnad på den raserade kyrkans grundmurar. Detta nya kapell lät han namnge S:t Maria efter sin fru, furstinnan Maria Eufrosyne av Pfalz. . År 1750 reparerades och utvidgades kyrkan ytterligare av den anledning att det var den närmsta kyrka för de många sjöfarande som besökte Tranebergs hamnar .

## Kyrkobyggnaden

### Den ursprungliga kyrkobyggnaden
Den första byggnaden var anlagd på 1100-talet och bestod av ett rektangulärt långhus med rakslutet kor som var lägre och smalare. Murarna var uppförda av finhuggna sandstensblock i mindre regelbundna skift på bred sockel. Ingång till kyrkorummet fanns både i södra väggen och västra gaveln. Mellan långhus och kor var en smal triumfbåge. Utseende på övriga detaljer såsom fönsteromfattningarnas utseende är okänt. Någon gång under medeltiden tillbyggdes också en sakristia. Det nuvarande långhuset tycks vara uppförd på det ursprungliga långhusets grundmur. Delar av västra gaveln med portalen samt triumfbågen som ingår i den nuvarande byggnaden är förmodligen medeltida. Två gravhällar av sandsten och en dopfunt av sandsten från denna tid finns fortfarande i behåll.

### Den återuppbyggda kyrkan
Den år 1678 uppförda byggnaden bestod endast ett långhus som delvis innehöll medeltida murar av sandsten. Byggnaden uppmättes till 11,5 aln lång, 9,5 aln bred och 6,5 aln hög. Taket täcktes med spån och väggarna putsades in- och utvändigt. Huvudingången var i västra gaveln. Utanför denna restes ett vapenhus av trä som senare revs.

### Senare större förändringar
Vid mitten av 1700-talet bekostade den dåvarande ägaren till Traneberg, Eric Månsson Ulfsparre, en större ombyggnad av kapellet. Ett tresidigt avslutat kor uppfördes öster om långhuset och en sakristia anslutande i norr. Båda anläggs över medeltida grundmurar som då anges vara ruiner. Vapenhuset i trä rivs och ett nytt muras. Alla tillbyggnader uppförs av tegel och gråsten. Ytterligare reparationer och underhållsarbete har utförts på senare tid.

## Inventarier
- En pietà från 1400-talet utförd i ek. Höjd 76 cm. Förvaras i Västergötlands museum [8]
- Altaret är murat av gråsten och täckt med en kalkstensskiva.
- Om dopfunt, se ovan.
- En stor del av inredningen har bekostats av Magnus Gabriel De la Gardie, såsom altarring och altarprydnad.
- Två romanska gravstenar, liljestenar, har under många år tjänat som grindstolpar ute på kyrkogården.[5]